# 青森県道131号前坂藤崎線
青森県道131号前坂藤崎線（あおもりけんどう131ごう まえざかふじさきせん）は、青森県弘前市から南津軽郡藤崎町に至る一般県道である。

## 概要
弘前市前坂で青森県道31号弘前鯵ケ沢線から分岐し、途中平川の土手沿いを通って、藤崎町矢沢の矢沢三叉路で青森県道285号浪岡藤崎線交点に至る。

### 路線データ
以下は青森県例規集に収録されているデータである。
- 起点 : 弘前市大字前坂
- 終点 : 南津軽郡藤崎町

## 歴史
- 1961年（昭和36年）2月10日 - 県道に認定される[1]。
- 2019年（平成31年）3月29日 - 白子バイパスが開通[2]。

## 路線状況

### バイパス
- 白子バイパス[2]：南津軽郡藤崎町大字藤崎字真那板縁から同町大字藤崎字松野木に至る、延長630メートル (m) のバイパス。国道339号 - 藤崎アップル球場・北和徳工業団地間のアクセス向上のほか、現道の隘路区間からの交通転換による歩行者・自転車の安全性向上が見込まれている。2010年度（平成22年度）から事業が行われ、2019年（平成31年）3月29日に開通した。第3種第3級（設計速度50 km/h）、2車線、幅員11.5 mで設計されている。

### 重複区間
- 青森県道37号弘前柏線（弘前市大字三世寺 - 弘前市大字中崎）
- 国道339号（南津軽郡藤崎町大字藤崎 - 同郡同町大字葛野）

### 道路施設
- 安東橋（岩木川、弘前市大字中崎 - 南津軽郡藤崎町大字藤崎）

## 地理

### 通過する自治体
- 弘前市
- 南津軽郡藤崎町

### 交差する道路
- 青森県道31号弘前鯵ケ沢線（弘前市大字前坂、起点）
- 青森県道37号弘前柏線（弘前市三世寺）
- 青森県道37号弘前柏線（弘前市中崎）
- 国道339号（南津軽郡藤崎町藤崎字村元）
- 青森県道199号太田藤崎線（南津軽郡藤崎町藤崎字横松）
- 国道339号バイパス（南津軽郡藤崎町葛野）
- 青森県道196号五林平藤崎線（南津軽郡藤崎町葛野）
- 国道7号（南津軽郡藤崎町藤崎字豊岡、常盤バイパス藤崎入口）
- 青森県道285号浪岡藤崎線（南津軽郡藤崎町藤崎字豊岡、終点）

### 沿線
- 弘前市立高杉小学校
- 弘前三世寺郵便局（青森県道37号弘前柏線との重複区間内）
- 弘前市立三省小学校
- 月夜見神社
- 安東橋（岩木川）
- 藤崎橋（平川）
- 青森みちのく銀行 藤崎支店
- 藤崎町立藤崎中学校